# Christophe Barratier
Christophe Barratier (París 17 de junio de 1963) es un productor de cine, cineasta, guionista, director de teatro, actor, guitarrista y letrista francés.

## Vida y educación
Barratier es hijo de la actriz Eva Simonet. Es sobrino del cineasta Jacques Perrin (1941-), quien fue una influencia en su elección de carrera.

## Carrera
Antes de convertirse en director de cine, Christophe Barratier tuvo una formación musical clásica como guitarrista: se recibió la École Normale de Musique de París y obtuvo premios en varios concursos internacionales.

### Productor de cine

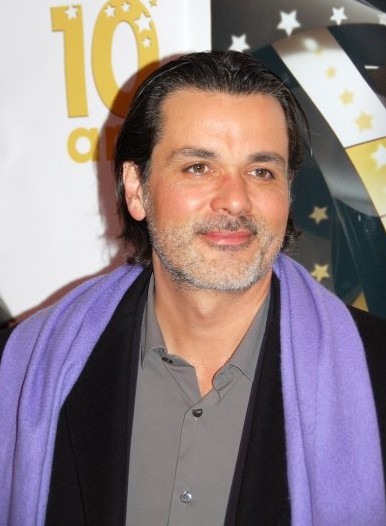
Christophe Barratier en 2009.

En 1991 se unió a la productora cinematográfica de su tío Jacques Perrin, Galatée Films. Aprendió el oficio de productor en varias películas: fue productor ejecutivo de Microcosmos : le peuple de l'herbe (‘Microcosmos: el pueblo de la hierba’, de 1995), Himalaya: l'enfance d'un chef (‘Himalaya: la infancia de un líder’, de 1999) y Le peuple migrateur (‘el pueblo nómada’, de 2001).

### Director de cine
En 2001 dirigió el cortometraje Las lápidas, que fue protagonizado por Lambert Wilson y Carole Weiss. Adaptación de la novela de Guy de Maupassant, la película fue acompañada por la música de Bruno Coulais, fue especialmente seleccionada en el Festival Internacional de Cortometrajes de Clermont-Ferrand.
Barratier ha dirigido tres largometrajes de éxito. El primero fue Les Choristes (Los chicos del coro, de 2004).
Fue una adaptación de la película de Jean Dréville, La Cage aux rossignols (‘la jaula de los ruiseñores’, de 1945). La adaptación fue de Barratier con el guionista Philippe Lopes-Curval.
Como letrista de la canción de la película, «Busca tu camino», fue nominado a un premio Óscar a la mejor canción original. La película fue nominada para el Óscar a la mejor película extranjera, y a ocho premios César, de los cuales ganó dos. El 16 de noviembre de 2022 se estrena en el Teatro de La Latina de Madrid una versión musical, Los chicos del coro, el musical, escrita por el dramaturgo Pedro Víllora, que se convierte en una de las obras de mayor éxito de la temporada.
Su segundo largometraje, Faubourg 36, protagonizada por Gérard Jugnot y Nora Arnezeder, fue nominado para el premio Óscar a la mejor canción original y a cuatro premios César.
En 2006 demandó a los anunciantes de su película, a los que acusó de financiar la piratería por la publicidad en los sitios de descargas ilegales. Perdió este juicio simbólico el 21 de junio de 2006.
Su última película, La Nouvelle Guerre des boutons (2011) es una adaptación de La guerra de los botones, basada en la novela de 1912 de Louis Pergaud.
Se alteró para que quedara ambientada en la Segunda Guerra Mundial (1939-1945) y en la ocupación alemana de Francia. Fue producida y coescrita por Thomas Langmann (premio Óscar por El artista), con participación financiera de Canal Plus. Fue lanzada en Francia en septiembre de 2011 y costó 16 millones de euros.
Se ha distribuido en Estados Unidos como The War of the Buttons.
La guerre des boutons (2011), otra adaptación cinematográfica de la novela de Pergaud, fue ambientada en los años sesenta con el telón de fondo de la guerra de Argelia. Fue lanzada en Francia a principios de la misma semana que la película de Barratier. Fue escrita y dirigida por Yann Samuell y producida por Marc du Pontavice.

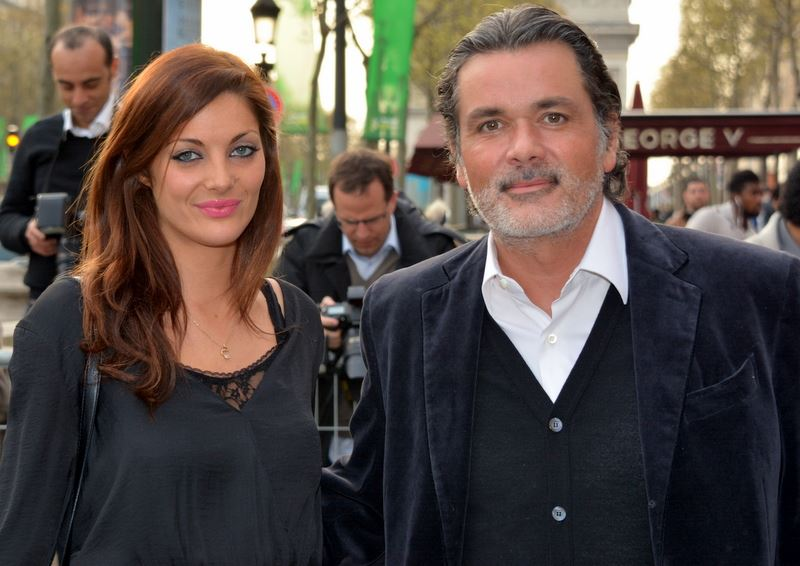
Christophe Barratier con su pareja, Gwendoline, en el estreno de la película Salaud on t'aime (2014).

## Filmografía

### Cine
- 1999: La Dilettante, de Pascal Thomas, como actor.
- 2002: Les Tombales (cortometraje), como director.
- 2004: Les Choristes (largometraje), como director.
- 2005: Qui est Laugier ? (documental de 29 minutos), como director. Publicado como bonus track en el DVD La Cage aux rossignols.
- 2008: Faubourg 36 (largometraje), como director.
- 2009: Vercors (cortometraje), como director.
- 2011: La Nouvelle Guerre des boutons (largometraje), como director.

### Teatro (como director)
- 2009: Chat en poche, de Georges Feydeau, en el Théâtre National de Niza.
- 2010: Il était une fois Joe Dassin, escrita por él, en el teatro Grand Rex (París).
- 2018: Les choristes (Los chicos del coro), escrita y dirigida por Christophe Barratier, en el Folies Bergère de París.

## Premios y distinciones
Premios Óscar
| Año  | Categoría                                       | Película            | Resultado |
| ---- | ----------------------------------------------- | ------------------- | --------- |
| 2005 | Mejor película extranjera (de habla no inglesa) | Los chicos del coro | Nominado  |
| 2005 | Mejor canción original                          | Los chicos del coro | Nominado  |